# Fosa Juniors FC
El Fosa Juniors es un equipo de fútbol de Madagascar que juega en la THB Champions League, la primera división de fútbol en el país.

## Historia
Fue fundado en la ciudad de Mahajanga en la región de Boeny y en la temporada 2017 juega por primera vez en el Campeonato malgache de fútbol, donde quedó eliminado en la primera ronda, pero en esa temporada logra ganar la Copa de Madagascar por primera vez en su historia al vencer en la final 2-1 al COSFAP en noviembre.
Luego de eso logra clasificar a la Copa Confederación de la CAF 2018, su primer torneo internacional, en donde es eliminado en la segunda ronda por el Aduana Stars de Ghana.
En 2019 logra ser campeón de liga por primera vez y también gana la Copa de Madagascar por segunda ocasión, clasificando a la Liga de  Campeones de la CAF 2019-20 donde es eliminado por el TP Mazembe de la República Democrática del Congo en la primera ronda.

## Palmarés
- Campeonato malgache de fútbol: 1

2019
- Copa de Madagascar: 2

2017, 2019

## Participación en competiciones de la CAF
| Temporada | Torneo                       | Ronda      | Club               | Casa | Visita | Global  |
| --------- | ---------------------------- | ---------- | ------------------ | ---- | ------ | ------- |
| 2018      | Copa Confederación de la CAF | Preliminar | AFC Leopards       | 0-0  | 1-1    | 1-1 (a) |
| 2018      | Copa Confederación de la CAF | 1          | AS Port-Louis 2000 | 1-0  | 2-0    | 3-0     |
| 2018      | Copa Confederación de la CAF | 2          | Aduana Stars       | 2-1  | 1-6    | 3-7     |
| 2019/20   | Liga de Campeones de la CAF  | Preliminar | Pamplemousses SC   | 1-0  | 1-1    | 2-1     |
| 2019/20   | Liga de Campeones de la CAF  | 1          | TP Mazembe         | 0-0  | 1-3    | 1-3     |
| 2019/20   | Copa Confederación de la CAF | Playoff    | RS Berkane         | 2-0  | 0-5    | 2-5     |